# Eclipse solar de 20 de abril de 2023

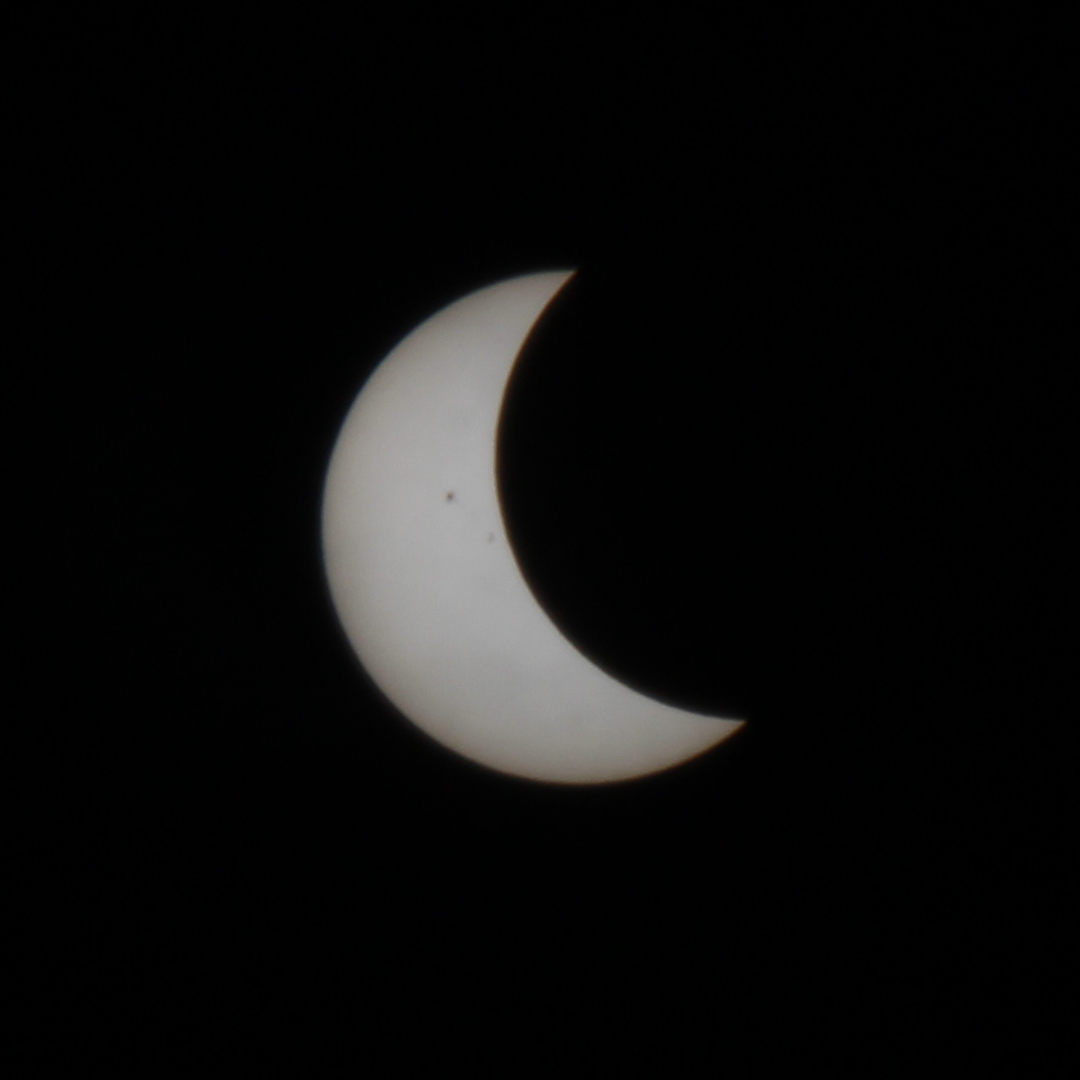
Eclipse parcial vista a partir da Indonésia.

O eclipse solar de 20 de abril de 2023 foi um eclipse solar híbrido. A totalidade deste eclipse foi visível na Austrália Ocidental, partes orientais do Timor-Leste, bem como na Ilha Damar e partes da província de Papua na Indonésia. A fase parcial do eclipse pôde ser vista em grande parte do Sudeste Asiático, partes da Austrália, na Ilha do Norte na Nova Zelândia e na Micronésia. É o eclipse número 52 na série Saros 129 e teve magnitude 1.0132.